# Mary (oraș)
Mary (pronunțat: [Marî]) este un oraș în partea de sud-est a statului Turkmenistan, capitala provinciei cu același nume, Provincia Mary.

## Istorie
Mary este vechiul oraș Merv, oraș - popas pe Drumul Mătăsii și anticul oraș Alexandria din Margiana, numit astfel după denumirea regiunii în care Alexandru cel Mare l-a fondat. Un alt nume sub care era cunoscut orașul, în Antichitate, era Antiohia din Margiana sau Antiohia Margianei.

## Economia

### Industria
Mary este un centru de exploatare a gazelor naturale precum și industrie prelucrătoare a bumbacului, care sunt două produse importante de export ale țării. Localitatea modernă Mary a fost fondată în anul 1884, inițial ca un centru administrativ rus. Regiunea Mary are cea mai mare rezervă de gaze naturale din Turkmenistan. Câmpul de gaze naturale Schatlyk, unul dintre cele mai importante, a fost descoperit aici, în anul 1968.
O întreprindere de reparații auto, o tăbăcărie, o fabrică de materiale de construcție, precum și o uzină chimică producătoare de îngrășeminte pe bază de azotați sunt alte obiective industriale ale localității.
Alte activități economice sunt producția de mașini, producția de pompe centrifuge puternice, folosite în industria petrolieră, care  sunt exportate în țările membre ale CSI, precum și în alte 20 de țări, o țesătorie și o filatură, o fabrică de îmbrăcăminte, precum și o fabrică producătoare de covoare, fabrici de mobilier, o fabrică de bere, precum și o fabrică de produse lactate, produse de cofetărie.

### Transporturi
Calea ferată Trans-Caspiană leagă orașul Mary de alte orașe din Asia Centrală. Orașul Mary este străbătut de prelungirea drumului european E60, care se continuă până la granița cu China.

## Personalități
- Elena Bonner / Elena Gheorghievna Bonner (1923-2011), militantă pentru apărarea drepturilor omului în URSS, văduvă a laureatului Premiului Nobel pentru Pace, Andrei Saharov, s-a născut la Mary.
- Mîratgeldî Akammedov, (n. 1951) este un politician turkmen care s-a născut la Mary.
- Kadîr Saparlîiev (n. 1958) este un politician turkmen care s-a născut la Mary.